# Washington Nationals
Els Washington Nationals (literalment Nacionals de Washington en català) són un club professional de beisbol estatunidenc de la ciutat de Washington DC que disputa la Lliga Nacional de MLB. La franquícia va tenir la seu a la ciutat canadenca de Montreal durant molts anys amb el nom de Expos de Montreal.

## Palmarès
- Campionats de la MLB (1): 2019
- Campionats de la Lliga Nacional (1): 2019
- Campionats de la Divisió Est (5): 1981,2012, 2014, 2016, 2017

## Evolució de la franquícia
- Nationals de Washington (2005-present)
- Expos de Montreal (1969-2004)

## Colors
Vermell, blau marí, i blanc.

## Estadis
- Nationals Park (2008-present)
- RFK Memorial Stadium (2005-2007)

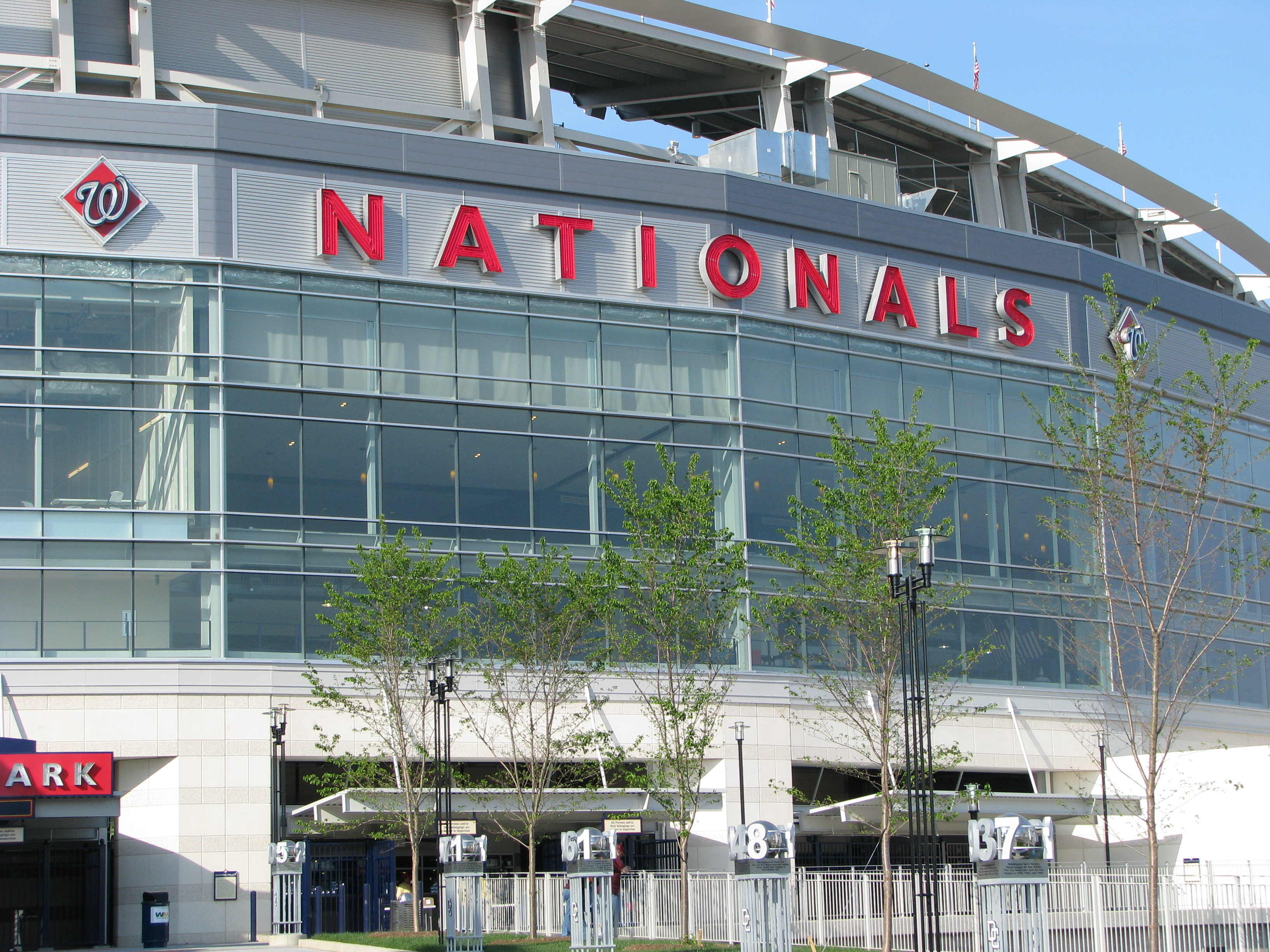
Estadi Nationals Park

- Estadi Hiram Bithorn (Estadio Hiram Bithorn)[1] (San Juan, Puerto Rico) (2003-2004)
- Estadi Olímpic (Stade olympique) (Mont-real) (1977-2004)
- Parc Jarry (Montreal) (1969-1976)

## Números retirats
- Jackie Robinson 42